# Ngành Giun hàm
Gnathostomulida, hay còn gọi là giun hàm, làm một ngành nhỏ động vật sống gần biển và có kích thước hiển vi. Chúng sống trong cát và bùn bên dưới vùng nước nóng ven biển và có thể tồn tại trong môi trường tương đối thiếu khí. Chúng được công nhận và miêu tả lần đầu tiên vào năm 1956.

## Phân loại
Có khoảng một trăm loài được miêu tả và chắc chắn còn nhiều loài chưa được mô tả. Các loài đã biết được xếp thành hai bộ.
Nó tạo thành nhóm chị em với nhánh  Syndermata.